# Vaasan Palloseura
Il Vaasan Palloseura, spesso abbreviato in VPS, è una società calcistica finlandese con sede nella città di Vaasa. Il club fu fondato il 26 settembre 1924 e conobbe i suoi periodi più fortunati negli anni quaranta, quando si aggiudicò due edizioni del campionato finlandese di calcio, e sul finire degli anni novanta, quando esordì nelle competizioni internazionali partecipando per due stagioni consecutive alla Coppa UEFA (1998-1999 e 1999-2000). Nella stagione 2024 gioca nella Veikkausliiga, prima divisione del campionato finlandese.

## Storia
Fondato nel 1924 il Vaasan Palloseura partecipò alla Mestaruussarja, la massima divisione del campionato finlandese, sin dal 1930, vincendo il campionato due volte nel giro di pochi anni, nel 1945 e nel 1948. Successivamente, negli anni sessanta e settanta il VPS alternò campionati in prima divisione a campionati in seconda divisione, scivolando in quarta serie nel 1981 e disputando tutti gli anni ottanta in terza serie. Riuscì a risalire i livelli del calcio finlandese fino alla promozione in Veikkausliiga al termine della stagione 1994. Nel 1997 al terzo anno in Veikkausliiga il VPS conquistò il secondo posto dietro l'HJK, distante dieci punti, risultato ripetuto anche l'anno seguente. Grazie a questi due secondi posti il VPS guadagnò per la prima volta l'accesso alla Coppa UEFA. L'edizione 1998-1999 fu l'unica in cui riuscì a superare un turno: esordì affrontando ed eliminando al primo turno i faroesi dell'HB Tórshavn, per poi venir eliminato al secondo turno dagli austriaci del Grazer AK. Nella Coppa UEFA 1999-2000, invece, il VPS fu eliminato al turno di qualificazione dagli scozzesi del St. Johnstone. Nelle stagioni 1999 e 2000 il VPS concluse il campionato in posizioni di bassa classifica, ma vinse la Liigacup per due anni consecutivi. Il 2002 fu l'anno della retrocessione in Ykkönen: dopo aver concluso il campionato all'undicesimo posto, finì al settimo posto nella poule retrocessione a pari punti con il Jazz e con il KooTeePee, retrocedendo per la peggior differenza reti. Dopo tre stagioni in Ykkönen nel 2005 riconquistò la promozione in Veikkausliiga. Nel 2013 raggiunse nuovamente le posizioni di vertice, chiudendo il campionato al terzo posto e qualificandosi per la UEFA Europa League, risultato raggiunto anche nel 2014 con il quarto posto. Entrambe le partecipazioni alla Europa League nel 2014-2015 e nel 2015-2016 si conclusero con l'uscita al primo turno di qualificazione ad opera di squadre svedesi, il Brommapojkarna e l'AIK, rispettivamente.

## Palmarès

### Competizioni nazionali
- Campionato finlandese: 2

1945, 1948
- Liigacup: 2

1999, 2000
- Ykkönen: 1

2021

### Altri piazzamenti
- Campionato finlandese:

Secondo posto: 1932, 1940-1941, 1949, 1997, 1998
Terzo posto: 1938, 2013, 2023
- Suomen Cup:

Finalista: 1972
Semifinalista: 2008, 2019
- Liigacup:

Finalista: 1997, 2014
Semifinalista: 2012

## Organico

### Rosa 2019
Rosa e numeri come da sito ufficiale, aggiornata al 21 aprile 2019.
| N. |                      | Ruolo | Calciatore                      |
| -- | -------------------- | ----- | ------------------------------- |
| 1  | Germania (bandiera)  | P     | Martin Kompalla                 |
| 2  | Finlandia (bandiera) | D     | Timi Lahti                      |
| 3  | Finlandia (bandiera) | D     | Eero-Matti Auvinen              |
| 4  | Finlandia (bandiera) | D     | Jesper Engström                 |
| 6  | Finlandia (bandiera) | C     | Jerry Voutilainen               |
| 7  | Finlandia (bandiera) | A     | Samu Alanko                     |
| 8  | Finlandia (bandiera) | C     | Sebastian Strandvall (capitano) |
| 9  | Finlandia (bandiera) | C     | Juho Lähde                      |
| 10 | Giamaica (bandiera)  | A     | Steven Morrissey                |
| 11 | Camerun (bandiera)   | C     | Alain Ebwelle                   |
| 12 | Finlandia (bandiera) | P     | Karl-Filip Eriksson             |
| 14 | Canada (bandiera)    | D     | Jonas Häkkinen                  |
| 15 | Estonia (bandiera)   | D     | Hindrek Ojamaa                  |
| 16 | Finlandia (bandiera) | C     | Aatu Laatikainen                |

| N. |                      | Ruolo | Calciatore                 |
| -- | -------------------- | ----- | -------------------------- |
| 17 | Grecia (bandiera)    | A     | Kostas Stavrothanasopoulos |
| 18 | Finlandia (bandiera) | C     | Aatu Kujanpää              |
| 19 | Finlandia (bandiera) | D     | Martti Haukioja            |
| 20 | Finlandia (bandiera) | D     | Hampus Holmgren            |
| 21 | Finlandia (bandiera) | C     | Fabrice Gatambiye          |
| 22 | Finlandia (bandiera) | C     | Augustin Irumwa            |
| 23 | Finlandia (bandiera) | A     | Samba Sillah               |
| 24 | Finlandia (bandiera) | P     | Mika Kaarre                |
| 25 | Finlandia (bandiera) | A     | Momodou Sarr               |
| 26 | Finlandia (bandiera) | C     | Leevi Mäkilä               |
| 27 | Finlandia (bandiera) | A     | Khamis Maki                |
| 28 | Finlandia (bandiera) | C     | Jesper Suokko              |
| 29 | Finlandia (bandiera) | C     | Akseli Lehtimäki           |